# Prophecies of Pagan Fire
Prophecies of Pagan Fire är det belgiska black metal-bandet Enthroneds debutalbum, som gavs ut i april, 1995 av Evil Omen Records och Osmose Productions.
Albumet är inspelat i Hautregard Recordings S.C. i april samma år och producerades av Enthroned och André Geilen. 1999 och 2006 återutgavs albumet av Blackend Records och Painkiller Records. På återutgåvan från 1999 skickade bolaget med en bonusskiva. Låtförteckningen på bonusskivan är korrekt, men inte låtlistan. Låten "Postmortem Penetrations" ligger sist på skivan och den liveinspelade låten "Evil Church" ligger först i listan. Alla andra spår är korrekta. Painkiller Records återutgåva från 2006 kom i begränsad LP-utgåva. LP:n var begränsad till 666 stycken exemplar och de första 200 stycken kom som röd vinyl.

## Låtförteckning
1. "Prophecies of Pagan Fire (Intro)" - 2:33
2. "Deny the Holy Book of Lies" - 5:52
3. "Under the Holocaust" - 5:19
4. "Scared by Darkwinds" - 5:39
5. "Tales from a Blackened Horde" - 3:58
6. "At Dawn of a Funeral Winter" - 7:08
7. "Rites of the Northern Fullmoon" - 4:11
8. "Skjeldenland" - 6:47
9. "At the Sound of the Millennium Black Bells" - 4:25
10. "As the Wolves Howl Again" - 8:12

### Lårförteckning på bonusskivan
1. "Postmortem Penetrations"
2. "Evil Church" (Live)
3. "At the Sound of the Millennium Black Bells" (Live)
4. "The Conqueror" (Live)
5. "Ha-Shaitan" (Live)
6. "Legend of the Coldest Breeze" (Demo)
7. "Tales From a Blackened Horde" (Demo)
8. "Deny the Holy Book of Lies" (Demo)
9. "Rites of the Northern Fullmoon" (Demo)
10. "Scared by Darkwinds" (Demo)
11. "At the Sound of the Millennium Black Bells" (Demo)

## Banduppsättning
- Cernunnos - trummor, sång
- Sabathan - bas, ledande sång
- Tsebaoth - gitarr

### Gästmusiker
- Patrick Rosa - akustisk gitarr

### Medverkande
- André Geilen - producent, ljudtekniker, mixning
- Kris Verwimp - design